# Chicago Bears 2015
La stagione 2015 dei Chicago Bears è stata la 96ª della franchigia nella National Football League e la prima con John Fox come capo-allenatore.
I Bears aprirono la stagione 2015 sperando di migliorare il bilancio di 5-11 dell'annata precedente. Le prime tre partite della stagione regolare però risultarono in altrettante sconfitte. Nelle successive otto gare invece, la squadra ne vinse cinque, inclusa quella del Giorno del Ringraziamento contro i rivali dei Green Bay Packers.. La sua gara terminò con 200 yard passate e un touchdown Chicago perse però tutte le prime tre gare disputare nel mese di dicembre, venendo matematicamente eliminata dalla caccia ai playoff con la sconfitta del quattordicesimo turno contro i Minnesota Vikings. La stagione si chiuse con 6 vittorie e 10 sconfitte all'ultimo posto della division.

## Scelte nel Draft 2015
| Scelte dei Chicago Bears nel Draft 2015 |        |                 |       |                |
| Giro                                    | Scelta | Giocatore       | Ruolo | College        |
| 1                                       | 7      | Kevin White     | WR    | West Virginia  |
| 2                                       | 39     | Eddie Goldman   | DT    | Florida State  |
| 3                                       | 71     | Hroniss Grasu   | C     | Oregon         |
| 4                                       | 106    | Jeremy Langford | RB    | Michigan State |
| 5                                       | 142    | Adrian Amos     | S     | Penn State     |
| 6                                       | 183    | Tayo Fabuluje   | OT    | TCU            |

## Staff
| Staff dei Chicago Bears nel 2015 |
| --- |
| Organi dirigenziali - Chairman: George McCaskey - Presidente/CEO: Ted Phillips - General manager: Ryan Pace Capo allenatore - John Fox Altri allenatori - Assistente del capo-allenatore/Coordinatore dello Special Team: Joe DeCamillis - Coordinatore dello sviluppo della forza e della condizione: Mike Clark - Assistente dello sviluppo della forza e della condizione: Jim Arthur - Qualità e controllo dell'attacco: Brendan Nugent e Carson Walch - Qualità e controllo della difesa: Sean Desal e Chris Harris Allenatori dell'attacco - Coordinatore dell'attacco: Adam Gase - Quarterback: Matt Cavanaugh - Running Back: Skip Peete - Wide Receiver: Mike Groh - Tight End: Andy Bischoff - Assistente Offensive Line: Pat Meyer Allenatori della difesa - Coordinatore della difesa: Vic Fangio - Defensive Line: Mike Phair - Assistente Defensive Line: Michael Sinclair - Linebacker: Tim Tibesar - Defensive Back: Jon Hoke Allenatori dello special team - Assistente dello Special Team: Dwayne Stukes |

## Roster
| Roster dei Chicago Bears nel 2015 |
| --- |
| Quarterback - 6 Jay Cutler - 12 David Fales Running Back - 25 Ka'Deem Carey - 22 Matt Forte - 33 Jeremy Langford - 35 Jacquizz Rodgers Wide Receiver - 11 Joshua Bellamy - 17 Alshon Jeffery - 80 Marc Mariani RS - 81 Cameron Meredith - 19 Eddie Royal - 10 Marquess Wilson Tight End - 83 Martellus Bennett - 82 Khari Lee - 86 Zach Miller Offensive Linemen - 74 Jermon Bushrod T - 62 Vladimir Ducasse G - 73 Tayo Fabuluje T - 55 Hroniss Grasu C - 72 Charles Leno Jr. T - 75 Kyle Long T - 64 Will Montgomery C - 65 Patrick Omameh G - 68 Matt Slauson G Defensive Linemen - 98 Brandon Dunn NT - 76 Lavar Edwards DE - 95 Ego Ferguson DE - 91 Eddie Goldman NT - 96 Jarvis Jenkins DE - 93 Will Sutton DE Linebacker - 49 Sam Acho OLB - 57 Lamin Barrow ILB - 52 Jon Bostic ILB - 99 Lamarr Houston OLB - 59 Christian Jones ILB - 50 Shea McClellin ILB - 92 Pernell McPhee OLB - 53 John Timu ILB - 97 Willie Young OLB Defensive Back - 38 Adrian Amos FS - 24 Alan Ball CB - 23 Kyle Fuller CB - 27 Sherrick McManis CB - 20 Terrance Mitchell CB - 29 Harold Jones-Quartey SS - 21 Tracy Porter CB - 26 Antrel Rolle FS - 45 Brock Vereen FS Special Team - 43 Thomas Gafford LS - 9 Robbie Gould K - 16 Pat O'Donnell P Lista delle riserve - 13 Kevin White WR (Active/PUP) - 21 Ryan Mundy SS (IR) - 90 Jeremiah Ratliff NT (Sospeso) - 32 Senorise Perry RB (IR) - 46 Anthony Jefferson SS (IR) - 94 Cornelius Washington DE (IR) Squadra di allenamento - 58 Jonathan Anderson LB - 71 Nick Becton T - 39 Jacoby Glenn CB - 30 Demontre Hurst DB - 47 Paul Lasike RB/FB - 18 Jalen Saunders WR - 84 Gannon Sinclair TE - -- Deonte Thompson WR - 60 Terry Williams NT 53 attivi, 6 inattivi, 9 nella squadra di allenamento, 0 free agent |
| Legenda - I rookie sono in corsivo. - Il primo ruolo è il principale mentre gli eventuali successivi indicano i ruoli secondari. - (IR) sta per Injured Reserve ed indica la lista ristretta per un solo giocatore infortunato che può tornare ad allenarsi dopo la settimana 6 e a rientrare in prima squadra dopo che questa ha giocato 8 partite. - (NF-Inj.) / (NF-Ill.) stanno rispettivamente per Non-Football Injured e Non-Football Illness ed indicano le liste dove viene inserito un giocatore che ha un infortunio o una malattia non dipendente dal football americano. - (PUP) sta per Physically Unable to Perform ed indica la lista dove viene inserito un giocatore mentre è in attesa di recuperare la condizione fisica. Nella stagione regolare dopo la sesta partita giocata dalla propria squadra, il giocatore ha tempo tre settimane per riprendere ad allenarsi, più tre settimane aggiuntive dal suo rientro agli allenamenti per rientrare in prima squadra. |

## Calendario
| 1 | 13/9               | Green Bay Packers       | S 23–31            | 0–1                | Soldier Field         | GameBook Archiviato il 27 settembre 2015 in Internet Archive. | Recap              |                    |                    |
| 2 | 20/9               | Arizona Cardinals       | S 23–48            | 0–2                | Soldier Field         | GameBook                                                      | Recap              |                    |                    |
| 3 | 27/9               | at Seattle Seahawks     | S 0–26             | 0–3                | CenturyLink Field     | GameBook                                                      | Recap              |                    |                    |
| 4 | 4/10               | Oakland Raiders         | V 22–20            | 1–3                | Soldier Field         | GameBook Archiviato il 16 dicembre 2015 in Internet Archive.  | Recap              |                    |                    |
| 5 | 11/10              | at Kansas City Chiefs   | V 18–17            | 2–3                | Arrowhead Stadium     | GameBook                                                      | Recap              |                    |                    |
| 6 | 18/10              | at Detroit Lions        | S 34–37 (DTS)      | 2–4                | Ford Field            | GameBook                                                      | Recap              |                    |                    |
| 7 | Settimana di pausa | Settimana di pausa      | Settimana di pausa | Settimana di pausa | Settimana di pausa    | Settimana di pausa                                            | Settimana di pausa | Settimana di pausa | Settimana di pausa |
| 8 | 1/11               | Minnesota Vikings       | S 20–23            | 2–5                | Soldier Field         | GameBook                                                      | Recap              |                    |                    |
| 9 | 9/11               | at San Diego Chargers   | V 22–19            | 3–5                | Qualcomm Stadium      | GameBook                                                      | Recap              |                    |                    |
| 10 | 15/11              | at St. Louis Rams       | V 37–13            | 4–5                | Edward Jones Dome     | GameBook                                                      | Recap              |                    |                    |
| 11 | 22/11              | Denver Broncos          | S 15–17            | 4–6                | Soldier Field         | GameBook                                                      | Recap              |                    |                    |
| 12 | 26/11              | at Green Bay Packers    | V 17–13            | 5–6                | Lambeau Field         | GameBook                                                      | Recap              |                    |                    |
| 13 | 6/12               | San Francisco 49ers     | S 20–26 (DTS)      | 5–7                | Soldier Field         | GameBook                                                      | Recap              |                    |                    |
| 14 | 13/12              | Washington Redskins     | S 21–24            | 5–8                | Soldier Field         | GameBook                                                      | Recap              |                    |                    |
| 15 | 20/12              | at Minnesota Vikings    | S 17–38            | 5–9                | TCF Bank Stadium      | GameBook Archiviato il 24 dicembre 2015 in Internet Archive.  | Recap              |                    |                    |
| 16 | 27/12              | at Tampa Bay Buccaneers | V 26–21            | 6–9                | Raymond James Stadium | GameBook                                                      | Recap              |                    |                    |
| 17 | 3/1                | Detroit Lions           | S 24–20            | 6–10               | Soldier Field         | GameBook Archiviato il 23 agosto 2016 in Internet Archive.    | Recap              |                    |                    |
| Nota: Gli avversari della propria division sono in grassetto Legenda # Gare giocate con le uniformi colorate. # Gare giocate con le uniformi bianche. # Gare giocate con le uniformi degli anni '40. |                    |                         |                    |                    |                       |                                                               |                    |                    |                    |

## Classifiche

### Division
| NFC North             | NFC North | NFC North | NFC North | NFC North | NFC North | NFC North | NFC North | NFC North | NFC North |
|                       | V         | S         | P         | %         | DIV       | CONF      | PF        | PS        | Str.      |
| --------------------- | --------- | --------- | --------- | --------- | --------- | --------- | --------- | --------- | --------- |
| (3) Minnesota Vikings | 11        | 5         | 0         | .688      | 5–1       | 8–4       | 365       | 302       | V3        |
| (5) Green Bay Packers | 10        | 6         | 0         | .625      | 3–3       | 7–5       | 368       | 323       | S2        |
| Detroit Lions         | 7         | 9         | 0         | .438      | 3–3       | 6–6       | 358       | 400       | V3        |
| Chicago Bears         | 6         | 10        | 0         | .375      | 1–5       | 3–9       | 335       | 397       | S1        |